# کمیسیون مرکزی هدایت ساختن تمدن روحانی
کمیسیون مرکزی هدایت ساختن تمدن روحانی (چینی: 中央精神文明建设指导委员会; پین‌یین: Zhōngyāng Jīngshénwénmíng Jiànshè Zhǐdǎo Wěiyuánhuì)، که به عنوان کمیسیون مرکزی هدایت پیشرفت فرهنگی و اخلاقی هم شناخته می‌شود، کمیسیونی در کمیته مرکزی حزب کمونیست چین است که وظیفه آن تلاش‌های آموزشی برای ایجاد «تمدن روحانی» (Jingshen Wenming)) بر اساس سوسیالیسم و هدف ایجاد یک جامعه دارای هارمونی سوسیالیستی، طبق سیاست رسمی حزب کمونیست چین است.
این کمیسیون در ۲۱ آوریل ۱۹۹۷ تأسیس شد. این کمیسیون به عنوان یکی از مهمترین نهادهای هدایتگر ایدئولوژیک حزب کمونیست چین و جمهوری خلق چین، تبلیغات سراسری و انتشار ایدئولوژیک را در سراسر کشور کنترل می‌کند و با یک گروه مشابه دیگر، گروه پیشرو برای تبلیغات و کار ایدئولوژیک همپوشانی دارد.  ریاست کمیسیون و گروه پیشرو هر دو را کمیته دائمی پلیتبورو که مسئول پروپاگاندا است بر عهده دارد و بر واحد پروپاگاندای حزب کمونیست برتری دارد.
در حال حاضر، وانگ هونینگ به عنوان رئیس کمیسیون و هوانگ کونمینگ نایب رئیس است.

## رئیسان
1. دینگ گوانگن (۱۹۹۷–۲۰۰۲)
2. لی چانگچون (۲۰۰۲–۲۰۱۳)
3. لیو یونشان (۲۰۱۳–۲۰۱۷)
4. وانگ هونینگ (۲۰۱۷-اکنون)

## = منابع
=
- Xu Dashen, Records of the People's Republic of China (《中华人民共和国实录》), Jilin People's Publishing House, 1994.